# Tommy Wiseau
Tommy Wiseau, förmodligen född som Tomasz Wieczorkiewicz den 3 oktober 1955 i Poznań, Polen, är en europeisk-född amerikansk regissör, manusförfattare, film- och TV-producent samt skådespelare. 
Mycket lite är känt om Wiseaus bakgrund. Själv har han uppgett att han bott i Frankrike, New Orleans och Bay Area-området i USA. Det har senare framkommit att Wiseau är född i Poznań i Polen år 1955, även om Wiseau själv påstått att han föddes 1968. I en intervju 2017 berättade Wiseau att han växte upp i Europa en gång i tiden men är en stolt amerikan.
Han är mest känd för The Room (2003), vilken många kritiker har bedömt som "en av de sämsta filmerna som någonsin gjorts" och har på senare år utvecklat en kultfilmstatus. Wiseau finansierade budgeten för The Room helt själv, vilket var 6 miljoner amerikanska dollar. Han regisserade dokumentärfilmen Homeless in America (2004) och situationskomedin The Neighbors. (2015)

## Filmografi

### Filmer
| År   | Titel                              | Regissör | Producent | Manusförfattare | Skådespelare | Roll           | Noteringar     |
| ---- | ---------------------------------- | -------- | --------- | --------------- | ------------ | -------------- | -------------- |
| 2003 | The Room                           | Ja       | Ja        | Ja              | Ja           | Johnny         |                |
| 2010 | The House That Drips Blood on Alex |          |           |                 | Ja           | Alex           | Kortfilm       |
| 2011 | Bump                               |          |           |                 | Ja           | Rick           | Kortfilm       |
| 2015 | Samurai Cop 2: Deadly Vengeance    |          | Exekutiv  |                 | Ja           | Linton Kitano  |                |
| 2016 | Cold Moon                          |          |           |                 | Ja           | Rodeo Official | Cameo          |
| 2017 | The Disaster Artist                |          |           |                 | Ja           | Henry          | Cameo          |
| 2018 | Best F(r)iends                     |          |           |                 | Ja           | Harvey Lewis   |                |
| 2018 | "Scary Love"                       |          |           |                 | Ja           | Sig själv      | Musikvideo     |
| 2019 | Big Shark                          | Ja       | Ja        | Ja              | Ja           | Patrick        | Postproduktion |

### Dokumentärer
| År   | Titel               | Regissör | Producent | Manusförfattare | Skådespelare | Roll      | Noteringar                               |
| ---- | ------------------- | -------- | --------- | --------------- | ------------ | --------- | ---------------------------------------- |
| 2004 | Homeless in America | Ja       | Ja        | Ja              | Ja           | Sig själv | Intervjuare                              |
| 2016 | Enter the Samurai   |          |           |                 | Ja           | Sig själv | Dokumentär om skapelsen av Samurai Cop 2 |

### TV- och webbserier
| År        | Titel                                 | Regissör | Producent | Manusförfattare | Skådespelare | Roll                 | Noteringar       |
| --------- | ------------------------------------- | -------- | --------- | --------------- | ------------ | -------------------- | ---------------- |
| 2009      | Tim and Eric Awesome Show, Great Job! | Ja       |           |                 | Ja           | Sig själv / Pig Man  | Avsnitt: "Tommy" |
| 2011–2012 | The Tommy Wi-Show                     |          |           |                 | Ja           | T.W.                 |                  |
| 2011      | Tommy Explains it All                 |          |           |                 | Ja           | Sig själv            |                  |
| 2014–     | The Neighbors                         | Ja       | Ja        | Ja              | Ja           | Charlie / Ricky Rick |                  |

## Utmärkelser
| År   | Verk                | Pris                                                                           | Kategori                                  | Resultat |
| ---- | ------------------- | ------------------------------------------------------------------------------ | ----------------------------------------- | -------- |
| 2004 | Homeless in America | New York International Independent Film and Video Festival                     | Best Social Documentary (L.A. Festival)   | Vann     |
| 2004 | The Room            | New York International Independent Film and Video Festival                     | Audience Award – Feature (Miami Festival) | Vann     |
| 2010 | Sig själv           | Harvard's Ivory Tower (Harvard Undergraduate Television) Filmmaker of the Year | Filmmaker of the Year                     | Vann     |